# 張曾 (嘉慶進士)
張曾，直隶南皮人，進士出身、清朝政治人物。
嘉慶二十五年（1820年），登進士，改庶吉士。光绪二十六年九月二十六，由湖南布政使调任廣西布政使。光绪二十八年六月二十三日（1902年7月27日），调任四川布政使。